# 櫻井皓基
櫻井 皓基（さくらい こうき、12月2日 - ）は、日本の男性声優。埼玉県出身。レオパード・スティール所属。
旧名：櫻井 慎二朗（さくらい しんじろう）

## 略歴
松濤アクターズギムナジウム出身。
Ability Soul Pro.を経て、レオパード・スティールに所属。

## 人物
趣味・特技としてスノーボード、カラオケ、和太鼓、プログラミング、ロードバイクをそれぞれ挙げている。

## 出演

### テレビアニメ
2013年
- アウトブレイク・カンパニー

2015年
- GANGSTA.（幹部A）

2016年
- ナースウィッチ小麦ちゃんR（今田）
- 灰と幻想のグリムガル（義勇兵E）
- ばくおん!!（医者）
- 私がモテてどうすんだ（舞台監督）

2018年
- アンゴルモア 元寇合戦記（海老丸、百人長、漢人、刑部丞、刀伊祓兵）

2020年
- ID:INVADED イド:インヴェイデッド（職員）
- シャドウバース（プレイヤー）

2022年
- 宇宙なんちゃら こてつくん（メガネ、税理士、青果店店主、店員、お客さん）
- 惑星のさみだれ（コメンテーター）

2023年
- グッド・ナイト・ワールド

2025年
- 怪獣8号（防衛隊員）
- Turkey!（村人）
- 桃源暗鬼（鬼機関部隊員A）

### 劇場アニメ
- HELLO WORLD（2019年）

### OVA
- デジモンアドベンチャー tri. 第5章「共生」（2017年、研究員）

### Webアニメ
- テルマエ・ロマエ ノヴァエ（2022年、客）
- スプリガン（2022年、アーカムオペレーター、トライデント兵A、職員B）
- 餓狼伝: The Way of the Lone Wolf（2024年、やからC、警官B、記者[4]）

### ゲーム
2011年
- 銀河怪盗フィルチャーリップス（チョコ、クリム、アンコ）

2014年
- クロスサマナー（気まぐれな暴風 クリフ 他）
- 戦場の円舞曲（盗賊 他）

2015年
- 黒い砂漠（アルスティン・セレミオ・クレオクサス 他）
- 新次元ゲイム ネプテューヌVII（スライヌマン）
- ソウルオブクリスタル（ルドルフ・キザン）
- ブレイブソード×ブレイズソウル
- ロストチャイルド〜光と闇の子供たち〜（導術師サタール、獣人ケルベロス）

2016年
- 円環のパンデミカ code –S-（井龍タケシ）
- 三国志大戦（孟達）
- MONOTO-SITUATION : LUCID AND DAYDREAM（小野寺大介）
- maimai MURASAKi / MURASAKi PLUS（2016年 - 2017年、カメ・タイ） - 2作品

2018年
- 新聞物語（茶髪男）

2019年
- THE KING OF FIGHTERS ALLSTAR（橘右京）
- SAMURAI SPIRITS（橘右京）
- 共闘ことばRPG コトダマン（橘右京）
- 侍魂オンライン-朧月伝-（橘右京）

2020年
- ライフ イズ ストレンジ2
- プリンセスコネクト!Re:Dive（下忍3、御者2、男性2）
- ソードアート・オンライン アリシゼーション リコリス
- Marvel's Avengers
- サイバーパンク2077（サンダユウ・オダ）

2021年
- ワンダーボーイ アーシャ・イン・モンスターワールド
- コール オブ デューティ ヴァンガード（ジェイコブズ）

2022年
- 英傑大戦（新見錦、進士賢光）
- As Dusk Falls（ヴィンス）
- エターナルリターン（アイザック）
- コール オブ デューティ モダン・ウォーフェアII（UAVオペレーター、チームリーダー無線、他）
- 異種最強王図鑑 バトルコロシアム（実況）
- 英傑大戦 廻天の五芒星（福岡孝弟）
- MARVEL SNAP（ジ・インフィニット）

2023年
- モンスターストライク タワーオブスカイ（ボクス）
- 星彩のメトリア（ベギウス）

2024年
- メテオアリーナ（トール）
- スローン・アンド・リバティ（ロバート）

### 吹き替え

#### 映画
- 愛・ビート・ライム ※Netflix版
- マイル22（アレクサンドル）
- メッセージマン（リー）
- ファイティン!（オ・チャンミン）
- 黒人魚（ミーシャ）
- レッド・エージェント 愛の亡命（ミーシャ）
- ドラゴン・キングダム 光の騎士団と暗黒の王（リチャード）
- 全力スマッシュ（ラム・チウ）
- マイ・デンジャラス・ビューティー（キャメロン）
- ジョーズ・リターン（モレッティ、トニー）
- ザ・テロリスト 合衆国陥落
- 不良探偵ジャック・アイリッシュ 2人の父への鎮魂歌（デイブ）
- 不良探偵ジャック・アイリッシュ 3度目の絶体絶命（ロビー、リザード）
- ヒットマン:インポッシブル（トーニ）
- 湿地（シグルデュル）
- サスペクツ・ダイアリー すり替えられた記憶（ロジャー〈ジム・パラック〉）
- プリズン・エクスペリメント（マーシャル）
- リベンジ・ファイト 相棒は天才ハッカー!?（モンテス）
- ミッション・ワイルド（ダフィー〈ジェームズ・スペイダー〉、ガーン〈ジェシー・プレモンス〉）
- リベレイター 南米一の英雄 シモン・ボリバル （トーキントン）
- レジェンド・オブ・パール ナーガの真珠（フォンシャオ）
- ブラッド・ウォリアー（戦士の父親）
- 愛・ビート・ライム（マリク）
- オレの獲物はビンラディン（船長）
- 68キル（リロイ）
- 2バッドガイズ（バルボサ）
- 犯罪都市（ファン社長〈チョ・ジェユン〉）
- インパクト・クラッシュ（ラームサーガル）
- Z Inc. ゼット・インク（レイ）
- ハミングバード・プロジェクト 0.001秒の男たち（マーク〈マイケル・マンド〉）
- ヘル・フロント 〜地獄の最前線〜（トロッター〈スティーヴン・グレアム〉）
- アース・フォール JIU JITSU（クエン〈トニー・ジャー〉[25]）
- リーサル・ストーム（ジョン・ザ・バプティスト〈デヴィッド・ザヤス〉[26]）
- F1/エフワン（ウィル・バクストン[27]）

#### ドラマ
- オー・マイ・クムビ（ウンス父）
- ジェーン・ザ・ヴァージン シーズン1～3（ニコラス／スコット）
- ヴァイキング 〜海の覇者たち〜 シーズン4～5
- MACGYVER/マクガイバー
- 12モンキーズ シーズン3～ファイナル（マリック）
- ファウダ 報復の連鎖 シーズン2（モレノ）
- 高い城の男 シーズン2
- パーフェクト・スイーツ

#### ドキュメンタリー
- Formula 1: 栄光のグランプリ（ウィル・バクストン、ルイス・ハミルトン、マックス・フェルスタッペン）

#### アニメ
- タイガー&ラビット レジェンド・オブ・ファイヤー（ラン父）
- リチャード・ザ・ストーク 飛べないワタリドリ（コウノトリ）
- ディープ（英語版）（リコ）

### 特撮
- 機界戦隊ゼンカイジャー（2022年、コウモリワルドの声[28]）
- 仮面ライダーガヴ（2024年 - 2025年、エージェントの声[29]、ゴチゾウの声[29]）
- 仮面ライダーガヴ お菓子の家の侵略者（2025年、エージェントの声、ゴチゾウの声）

### ボイスコミック
- ボイスコミック『エンバーミング』（2021年、ジョン＝ドゥ[30]）

### その他
- 仮面ライダースーパーライブ2025（2024年 - 2025年、ゴチゾウ[31]）

### 初出話一覧
1. ↑  第12話初出
2. ↑  第19話初出
3. ↑  第27話初出
4. ↑  第28話初出
5. ↑  第29話初出
6. ↑  第30話初出
7. ↑  第31話初出
8. ↑  第11話初出
9. ↑  第13話初出
10. ↑  第1話初出
11. ↑  第5話初出
12. ↑  第6話初出